# 하와이주의 통계 지구

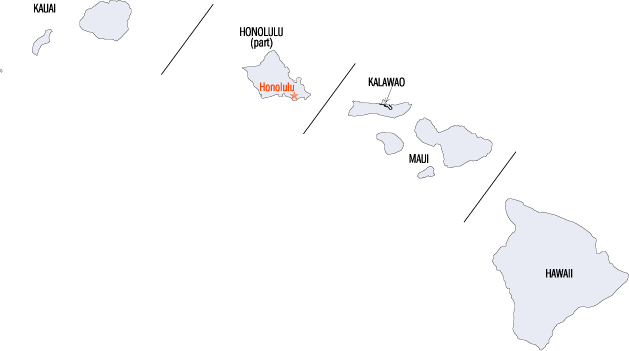
하와이 주의 군들

하와이의 주기

하와이의 통계 지구(Hawaii Statistical Area)는 하와이 주에 있는 통계 지구이다.

## 배치도
| 핵심 기반 통계 지구             | 인구    | 군       | 인구      |
| ------------------------------- | ------- | -------- | --------- |
| 호놀룰루 지구                   | 974,563 | 호놀룰루 | 974,563   |
| 힐로 지구                       | 201,513 | 하와이   | 201,513   |
| 카훌루이-와이루쿠-라하이나 지구 | 167,417 | 마우이   | 167,417   |
| 카파 지구                       | 72,293  | 카우아이 | 72,293    |
| 없음                            | 없음    | 칼라와오 | 86        |
| 하와이                          | 하와이  | 하와이   | 1,415,872 |

## 참고
- 인구 수는 2019년 기준이며 단위는 '명'이다.
- 호놀룰루군은 하와이주 행정 기관들이 있는 호놀룰루가 있기 때문에 굵은 글씨로 표기했다.

## 같이 보기
- 대도시 통계 지구